# 675 a.C.
Il 675 a.C. (DCLXXV a.C. in numeri romani) è un anno  del VII secolo a.C.

## Eventi
- Risale a questa data la più antica testimonianza scritta della lingua latina.
- Occupazione assira di Sidone.